# David Gutiérrez (jugador de pádel)
David Gutiérrez (Corrientes, 28 de agosto de 1981) es un exjugador argentino de pádel que se desempeñó como profesional en las décadas del 2000 y 2010. Alcanzó una final de World Pádel Tour en 2015 junto a Lucho Capra. Compartió pista con destacados jugadores como Roberto Gattiker, Luciano Capra, Ramiro Moyano y Gastón Malacalza, entre otros. En 2012 formó parte del equipo argentino que se consagró campeón en el Campeonato Mundial de Pádel por equipos, logrando un triunfo en la final junto a Ramiro Moyano.

## Padel Pro Tour-World Padel Tour (desde 2006)

### Finales
| N.º | Año                 | Torneo    | Pareja      | Oponentes en la final       | Resultado |
| --- | ------------------- | --------- | ----------- | --------------------------- | --------- |
| 1.  | 29 de marzo de 2015 | Barcelona | Lucho Capra | Matías Díaz Paquito Navarro | 1-6 / 2-6 |